# Saint-Baudille-et-Pipet
Saint-Baudille-et-Pipet ist eine französische Gemeinde mit 258 Einwohnern (Stand: 1. Januar 2022) im Département Isère in der Region Auvergne-Rhône-Alpes (vor 2016: Rhône-Alpes). Die Gemeinde liegt im Arrondissement Grenoble und gehört zum Kanton Matheysine-Trièves.

## Geographie
Saint-Baudille-et-Pipet liegt etwa 45 Kilometer südlich von Grenoble am Flüsschen Vanne. Umgeben wird Saint-Baudille-et-Pipet von den Nachbargemeinden Mens im Norden, Châtel-en-Trièves im Osten und Nordosten, Pellafol im Südosten, Tréminis im Süden sowie Prébois im Westen.

## Bevölkerungsentwicklung
| Jahr                       | 1962 | 1968 | 1975 | 1982 | 1990 | 1999 | 2006 | 2017 |
| -------------------------- | ---- | ---- | ---- | ---- | ---- | ---- | ---- | ---- |
| Einwohner                  | 286  | 251  | 209  | 209  | 215  | 232  | 246  | 257  |
| Quellen: Cassini und INSEE |      |      |      |      |      |      |      |      |

## Sehenswürdigkeiten
- Kirche Saint-Baudille
- Schloss Montmeilleur aus dem 15. Jahrhundert, Monument historique seit 1979

## Weblinks

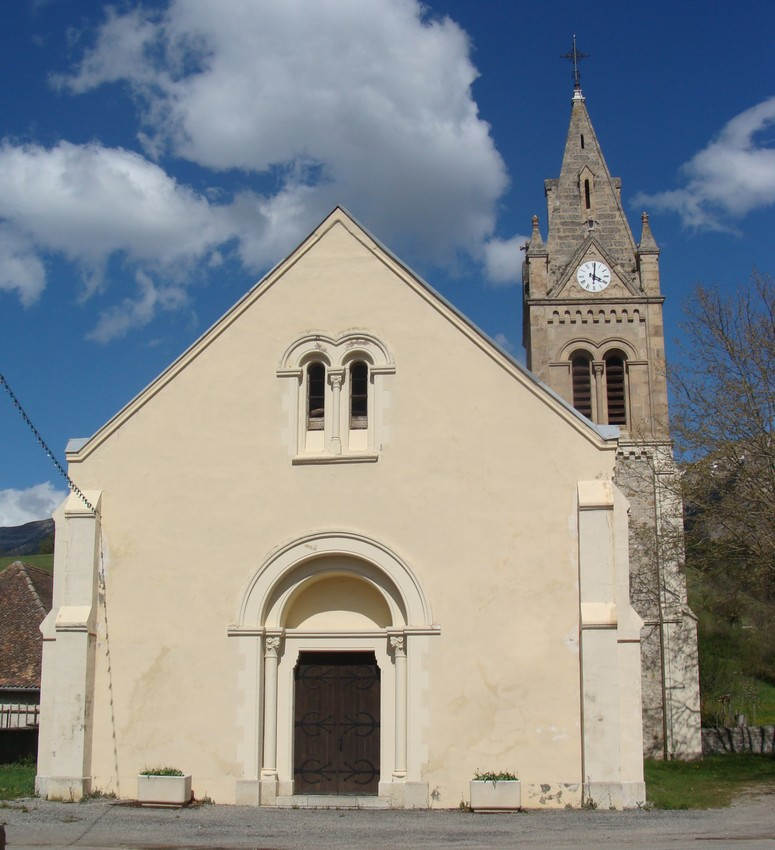
Kirche Saint-Baudille